# Zott
Zott SE & Co. KG je německá mlékárenská společnost se sídlem v Mertingenu. Společnost, založená v roce 1926, je nezávislým rodinným podnikem a patří mezi přední mlékárny v Evropě. Vyrábí mléčné výrobky jako jogurty, dezerty a sýry. Její výrobny v Německu, Polsku, Bosně a Hercegovině zásobuje mlékem kolem 4400 dodavatelů. V roce 2014 zpracovala skupina Zott přibližně 962 milionů litrů mléka.

## Zott ve světě
Společnost Zott má zastoupení ve více než 75 zemích a obchodní centrály v Česku, na Slovensku, v Maďarsku a Singapuru a také zastoupení v Rusku.

### Zott v Německu
Historie společnosti začala v roce 1926, kdy Anna a Balthasar Reiterovi koupili mlékárnu v Bavorském Mertingenu. Balthasar Reiter zemřel mladý a ovdovělá Anna Reiterová se podruhé vdala za George Zotta, podle kterého se společnost jmenuje dodnes. V 90. letech minulého století začal Zott expandovat do východní Evropy a stal se tak významným hráčem na trhu v bývalém Československu, Polsku i Maďarsku, kde působí dodnes.
Mateřský závod skupiny Zott se nachází v Mertingenu (Bavorsko). Vyrábějí se zde jogurty, dezerty a mozzarella. Další německý výrobní závod v bavorském Günzburgu. Zde se vyrábějí tvrdé a polotvrdé sýry, tavené sýry a různé práškové produkty.

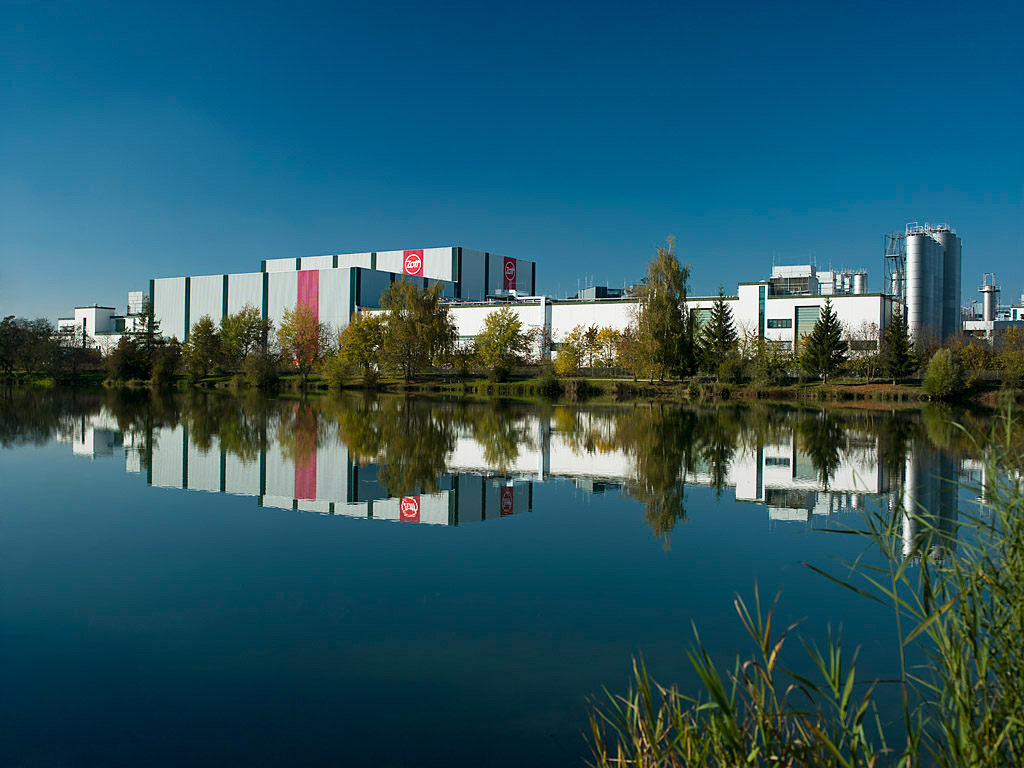
Zott production site Mertingen (Bavaria)
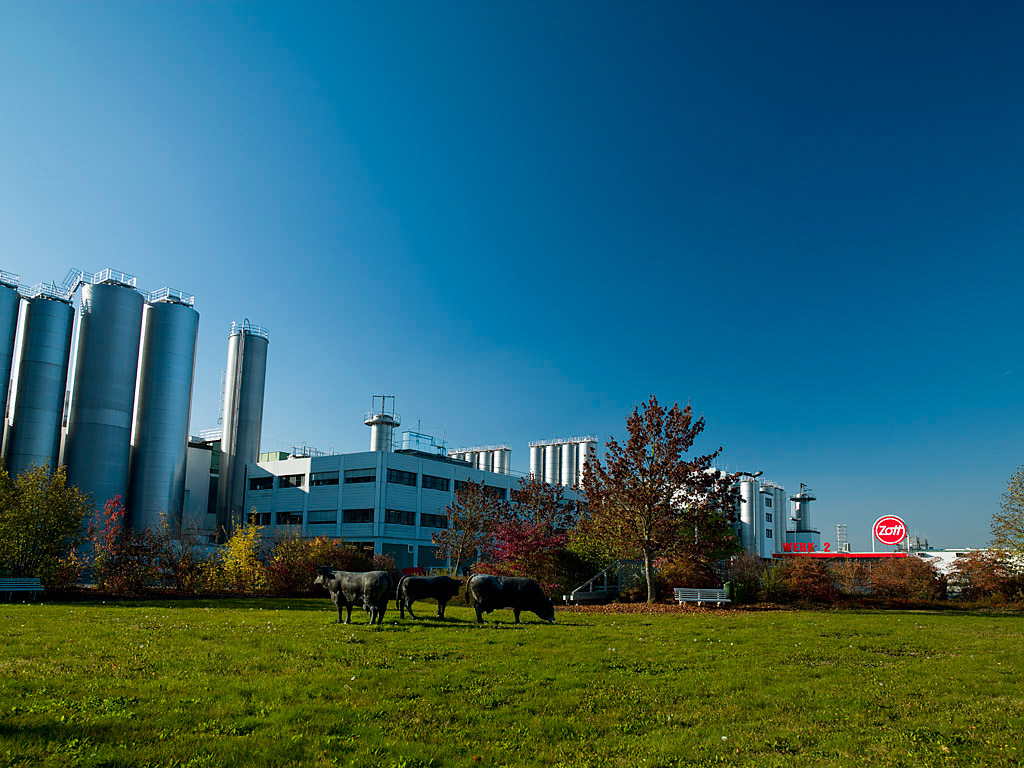
Zott production site Mertingen (Bavaria)

### Zott v Polsku
V Polsku má Zott výrobní závody v těchto městech: Opole, Glogowo a Racibórz. Vyrábějí se zde ovocné jogurty, výrobky pod značkou Natura, dezerty, nápoje a tvaroh.

### Zott v Bosně a Hercegovině
V Bosně a Hercegovině má Zott výrobní závod ve městě Gradačac. Vyrábí se zde UHT mléko, výrobky pod značkou Natura a nápoje.

## Značky (Výběr)
- Monte
- Jogobella
- Natura
- Zottarella
- Bayerntaler
- Belriso
- Cremore
- Sanée
- Srdíčko

## Reklama
V televizní reklamě pro značku Zott se objevily osobnosti jako Maxl Graf nebo Roberto Blanco. V roce 2010 dělal reklamu pro značku Monte brankář René Adler společně s bratrem Ricem Adlerem. V roce 2013 změnila společnost Zott reklamní tváře pro značku Monte. Do konce roku 2013 propagovali značku mistr světa ve windsurfingu Philip Köster se sestrou Kyrou. Od května 2015 je kuchař Nils Egtermeyer tváří Zottarelly, mozzarelly od Zottu.

## Ocenění
Zott získává pravidelné ocenění od nezávislých institucí, např. Spolkovou čestnou cenu „Bundesehrenpreis“, cenu PriMax a také zlatou, stříbrnou a bronzovou medaili Německé zemědělské společnosti (DLG) za kvalitu svých výrobků.
- 1986: Společnost získala ocenění Zlatá cukrová homole „Goldener Zuckerhut“ za jogurt Sahne.
- 2010: Senior ředitelka společnosti, Frieda Reiter (*1930), získala 18. září 2010 čestné občanství Mertingenu.
- 2012: Za přítomnosti spolkové ministryně zemědělství Ilsy Aignerové byla společnosti předána licence na používání znaku „GMO free“ pro výrobky značky Zottarella a Bayerntaler.
- 2013: Zott získává 11krát za sebou ocenění PriMax od Německé zemědělské společnosti (DLG).
- 2014: Společnost získala popáté národní vyznamenání od ministerstva pro výživu a zemědělství.

## Kuchařská kniha Zottarella
Ve spolupráci s vydavatelstvím Tre Torri se společnost Zott snažila v rámci soutěže o recepty najít inspirativní a inovativní recepty z Mozzarelly. 200 nejlepších bylo zveřejněno a publikováno v kuchařské knize Mozzarella – vaření s bílým zlatem.